# أوتو أندرسون (ملحن)
أوتو أندرسون (بالفنلندية: Otto Andersson)‏ هو عالم موسيقى وملحن فنلندي، ولد في 27 أبريل 1879 في فاردو ‏ في فنلندا، وتوفي في 27 ديسمبر 1969 في توركو في فنلندا.

## وصلات خارجية
- أوتو أندرسون على موقع ميوزك برينز (الإنجليزية)